# Święta Kordula
Święta Kordula (zm. w 304 lub 451 w Kolonii) – męczennica chrześcijańska, dziewica i święta Kościoła katolickiego.

## Żywot świętej
Według późnego żywota, Kordula miała być jedną z dziesięciu dziewic i towarzyszek-służek rzymsko-brytyjskiej księżniczki św. Urszuli, która na prośbę swojego ojca, króla Donauta z Kornwalii, wyruszyła w podróż do swojego przyszłego męża, pogańskiego królewicza Conana Meriadoca z Armorici w Bretanii (według innego źródła – Eteriusza). Służki miały własne tysiączne orszaki oraz własne statki. W czasie podróży tajemniczy sztorm zniósł je do galijskiego portu nad Renem. Urszula wraz z towarzyszkami, poza Kordulą, została zamordowana przez Hunów w Kolonii, gdy odrzuciła zaloty Attyli.
Korduli udało się uciec i ukryć na jakimś statku, czym ocaliła swoje życie. Dręczona jednak wyrzutami sumienia następnego dnia oddała się dobrowolnie w ręce Hunów. Do kalendarzy kolońskich wpisano ją dopiero w XII stuleciu, zapewne pod wpływem hagiograficznego utworu, przypisywanego arcybiskupowi Geronowi (zm. 976).

## Kult
Jej wspomnienie liturgiczne obchodzono w Kościele katolickim 22 października. Nowe Martyrologium Rzymskie pomija kult Korduli milczeniem.
Jest patronką kobiet niezamężnych i poszukujących męża.
Szczątki św. Korduli zostały umieszczone w 1278 roku przez Alberta Wielkiego w kościele św. Jana w Kolonii, a po jego sekularyzacji trafiły do Königswinter i Rimini. Wiele innych kościołów szczyci się posiadaniem części szkieletu lub czaszki świętej. Bogaty relikwiarz znajduje się w Osnabrück.
Relikwiarz ze szczątkami św. Korduli znajdował się dawniej w katedrze kamieńskiej. Wykonany około 1000 roku w Skandynawii, miał kształt owalnej szkatuły. Na drewniany korpus nasadzone były 22 kościane plakietki z motywami zoomorficznymi. Pod koniec II wojny światowej relikwiarz został ukryty wraz z resztą skarbca katedralnego w dobrach hrabiego von Flemming w Benicach, zaginął podczas ewakuacji w marcu 1945 roku. Obecnie w katedrze kamieńskiej znajduje się kopia relikwiarza, ufundowana przez byłych niemieckich mieszkańców miasta.